# European Prize for Urban Public Space
European Prize for Urban Public Space (Europejska Nagroda Przestrzeni Publicznych) – konkurs urbanistyczny nagradzający projekty miejskiej przestrzeni publicznej, organizowany co dwa lata od 2000 roku.
Jedyna nagroda w Europie dotycząca publicznych przestrzeni miejskich, która dodatkowo podkreśla znaczenie interakcji społecznej w mieście. Konkurs został zainicjowany przez Centrum Kultury Współczesnej w Barcelonie, z którym w 2018 roku współpracowały The Architecture Foundation, Centrum Architektury w Wiedniu, Cité de l’Architecture et du Patrimoine, Deutsches Architekturmuseum i Muzeum Architektury i Wzornictwa w Ljubljanie oraz 35 specjalistów z całej Europy. W 2018 roku pojawiło się 279 projektów kandydujących do nagrody z 179 miast i 32 państw. 
W 2020 roku nagroda została zawieszona z powodu pandemii COVID-19. Edycja 2022 będzie obejmowała okres 2018-2021.

## Zwycięskie projekty
| Rok  | Nagrodzony projekt                           | Nagrodzony projekt                                              | Lokalizacja                                  |
| ---- | -------------------------------------------- | --------------------------------------------------------------- | -------------------------------------------- |
| 2024 |                                              | Park Akcji "Burza"                                              | Warszawa, Polska                             |
| 2022 |                                              | odbudowa kanału Catharijnesingel                                | Utrecht, Holandia                            |
| 2020 | edycja zawieszona z powodu pandemii COVID-19 | edycja zawieszona z powodu pandemii COVID-19                    | edycja zawieszona z powodu pandemii COVID-19 |
| 2018 |                                              | renowacja Placu Skanderbega                                     | Tirana, Albania                              |
| 2016 |                                              | odzyskanie systemu nawadniania w sadach termalnych              | Caldes de Montbui, Hiszpania                 |
| 2016 |                                              | Centrum Dialogu „Przełomy”                                      | Szczecin, Polska                             |
| 2014 |                                              | sieć ścieżek w dolinie rzeki Vinalopó                           | Elche, Hiszpania                             |
| 2014 |                                              | renowacja Starego Portu w Marsylii                              | Marsylia, Francja                            |
| 2012 |                                              | rewitalizacja brzegów Ljubljanicy                               | Lublana, Słowenia                            |
| 2012 |                                              | zagospodarowanie Turó de la Rovira                              | Barcelona, Hiszpania                         |
| 2010 |                                              | biblioteka na świeżym powietrzu w Magdeburgu                    | Magdeburg, Niemcy                            |
| 2010 |                                              | Opera w Oslo                                                    | Oslo, Norwegia                               |
| 2008 |                                              | plac miejski w Barking                                          | Londyn, Wielka Brytania                      |
| 2006 |                                              | A8ernA                                                          | Zaanstad, Holandia                           |
| 2006 |                                              | morskie organy na brzegu morza                                  | Zadar, Chorwacja                             |
| 2006 |                                              | eksperymentalne centrum kultury Volkspalast (nagroda specjalna) | Berlin, Niemcy                               |
| 2004 |                                              | rewitalizacja składowiska Vall d’en Joan                        | Begues, Hiszpania                            |
| 2004 |                                              | przebudowa el Paseo del Óvalo, la Escalinata i okolic           | Teruel, Hiszpania                            |
| 2002 |                                              | Stadtteilpark Reudnitz                                          | Lipsk, Niemcy                                |
| 2002 |                                              | rewitalizacja brzegów rzeki Gállego                             | Zuera, Hiszpania                             |
| 2000 |                                              | renowacja Smithfield Esplanade                                  | Dublin, Irlandia                             |
| 2000 |                                              | Wielofunkcyjne Centrum Can Mulà                                 | Mollet del Vallès, Hiszpania                 |

Źródło